# 朝日嶽城
朝日嶽城（あさひだけじょう）は、大分県佐伯市宇目大字塩見園（豊後国海部郡）にあった戦国末期の日本の城（山城）。

## 歴史
豊後・日向国境線の朝日岳に天正10年（1582年）、大友義鎮の命により柴田紹安が築城した。日向より豊後に抜ける街道筋を押さえる要衝にあったが、築城・守城を任された紹安はこれを左遷として不満に思い、天正14年（1586年）島津氏が侵攻してくると、すかさずこれに内応、明け渡した。
直後、この城は島津氏の拠点として土持親信が入城し、城主となった。しかし、わずか半年の後、大友氏の家臣・佐伯惟定の手で奪還された。そして豊臣秀吉の九州征伐が終わり、九州情勢が平穏になった後の文禄2年（1593年）廃城になった。